# Nhà vệ sinh công cộng trong suốt tại Shibuya, Tokyo

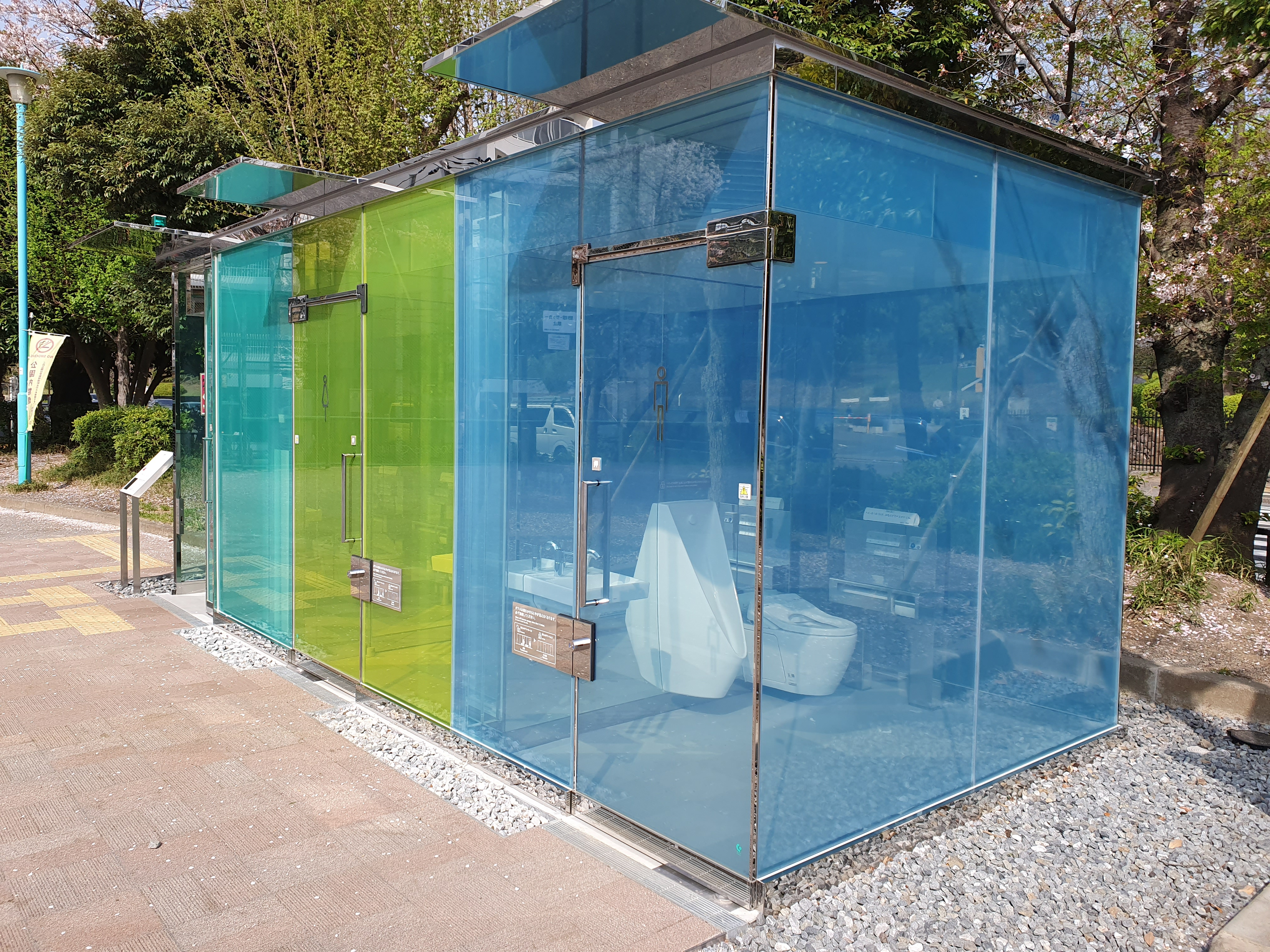
Một nhà vệ sinh làm từ kính thông minh trong suốt tại một công viên ở Tokyo.

Hệ thống nhà vệ sinh công cộng trong suốt tại Shibuya, Tokyo là một hệ thống nhà vệ sinh công cộng được lắp đặt các tấm kính thông minh có đảm bảo tính riêng tư khi sử dụng.

## Ý tưởng và thiết kế
Dự án do tổ chức phi lợi nhuận, quỹ Nippon phát động và phối hợp với chính quyền Shibuya nhằm xây dựng 17 khu vệ sinh công cộng đến mùa hè năm 2021. Một tuyên bố trên trang web chính thức của dự án, Tokyotoilet.jp cho biết: "Có hai điều chúng tôi lo lắng khi bước vào nhà vệ sinh công cộng, đặc biệt là những nhà vệ sinh nằm ở công viên. "Đầu tiên là vấn đề vệ sinh sạch sẽ, và thứ hai là liệu có ai ở bên trong hay không." Ý tưởng xây nhà vệ sinh trong suốt bắt nguồn từ việc họ muốn người dân tự phát hiện những kẻ biến thái nấp ở phía trong. Công trình nhà vệ sinh này được tạo ra bởi kiến trúc sư từng đoạt giải Pritzker Ban Shigeru, được làm từ "kính thông minh" chuyển màu sang mờ đục khi có người sử dụng.
Thiết kế trong suốt của dãy nhà vệ sinh có tác dụng ngăn chặn người khác nhìn lén hoặc một số người ẩn nấp sẵn bên trong. Mỗi nhà vệ sinh có ba ngăn, được trang trí các màu bắt mắt bên ngoài như xanh lam, vàng chanh, hồng, tím. Nhà vệ sinh công cộng trong suốt này không phân biệt nam nữ có chiều chiều cao cao 2 mét, rộng 1 mét và sâu 2 mét. Bồn cầu được lắp đặt bên trong cho một người sử dụng.

## Hoạt động
Công trình được cho là sử dụng công nghệ mới, cho phép những người dùng có khả năng quan sát nội thất bên trong trước khi chi tiền, đồng thời có thể giúp người muốn sử dụng chủ động kiểm tra sự sạch sẽ và an toàn trước khi lựa chọn vào trong hay không. Khi có người bước vào và đóng cửa, hệ thống sẽ ngay lập tức kích hoạt lớp phủ kín đáo. Báo Tiền Phong cho biết tính năng này "buộc người dùng phải có ý thức giữ gìn vệ sinh chung sau khi sử dụng và người dọn dẹp cũng không thể làm hời hợt. Tính năng kín-hở của toilet cũng báo cho người có nhu cầu sử dụng biết có người bên trong hay không." Ban đêm, nhà vệ sinh có thêm tính năng phát sáng trong ánh đèn nhiều màu sắc.

## Sử dụng
Tháng 8 năm 2020, các công trình đã được mở tại 5 địa điểm trong khu phố Shibuya trong khuôn khổ Dự án Nhà vệ sinh Tokyo, do Tổ chức phi lợi nhuận Nippon tổ chức. Dự án Nhà vệ sinh Tokyo đã hợp tác với một số tên tuổi lớn nhất trong ngành kiến trúc và sáng tạo bao gồm Tadao Ando và Toyo Ito để tạo ra 17 nhà vệ sinh công cộng mới xung quanh Shibuya. Quỹ này sẽ làm việc với chính quyền Thành phố Shibuya và Hiệp hội Du lịch Thành phố Shibuya để duy trì những công trình công cộng này. Dự án ban đầu được cho là trùng với thời điểm Thế vận hội mùa hè Tokyo 2020 bị hoãn lại.

## Tiếp nhận
Thiết kế mới này gây ấn tượng với dân địa phương và cả người nước ngoài. Thậm chí, nhiều YouTuber nổi tiếng cũng đã đến đây trải nghiệm.
Theo những người trải nghiệm, nhà vệ sinh kích thích tính tò mò của họ. Khi có người sử dụng, nhà vệ sinh công cộng ở Nhật mới có cơ hội thay đổi cái nhìn của người dân. Kevin Chan, một kiến trúc sư đến từ Hồng Kông, đã đến để kiểm tra các nhà vệ sinh vì sự quan tâm chuyên nghiệp. Anh hoan nghênh quyết định tập trung vào một thứ khiêm tốn như nhà vệ sinh công cộng. Anh nói: "Kiến trúc không chỉ dành cho người giàu; các cơ sở công cộng là quan trọng nhất.  Ming Cheng, một kiến trúc sư ở London, viết trên Twitter rằng: "Sẽ mất thời gian để làm quen với ý tưởng này. Nhưng tôi đã "thích" nó. Serah Copperwhite, một nhân viên công nghệ có trụ sở tại một quận phía nam Tokyo đã nói rằng mặc dù cô thường tránh nhà vệ sinh công cộng, nhưng cô sẽ có xu hướng sử dụng những cái mới hơn vì chúng trông sáng sủa và sạch sẽ: "Tôi tin tưởng vào khoa học".
Trong khi một số người đánh giá cao công nghệ tiên tiến của nhà vệ sinh mới, một số người dân Tokyo khác cho biết "chúng được đặt sai vị trí trong không gian công cộng lộ thiên và có lẽ phù hợp hơn ở những nơi khác." Một người dân nói rằng: "Tôi không sẵn sàng mạo hiểm quyền riêng tư của mình vì ai đó muốn làm một nhà vệ sinh đẹp mắt".

## Hình ảnh

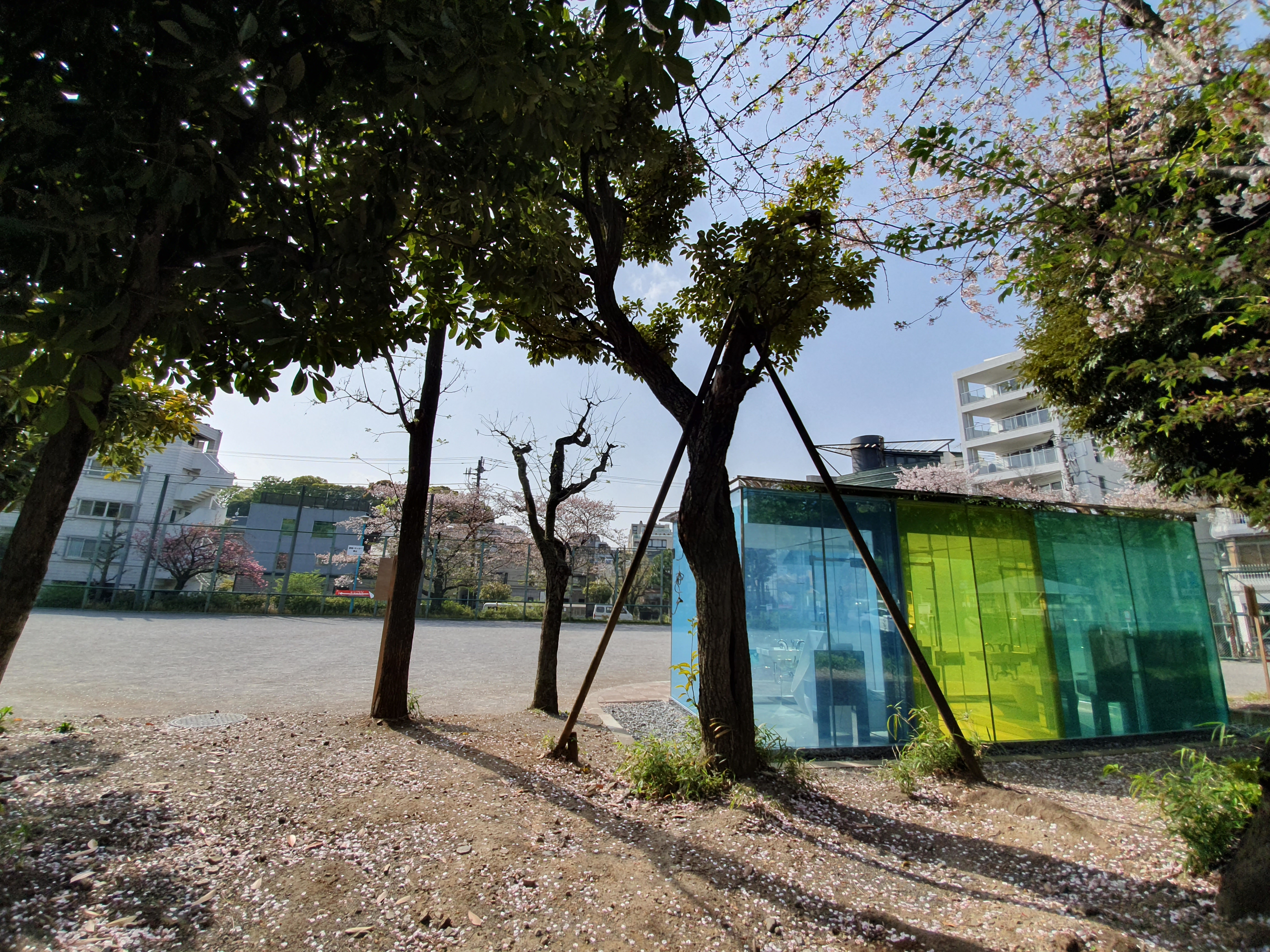
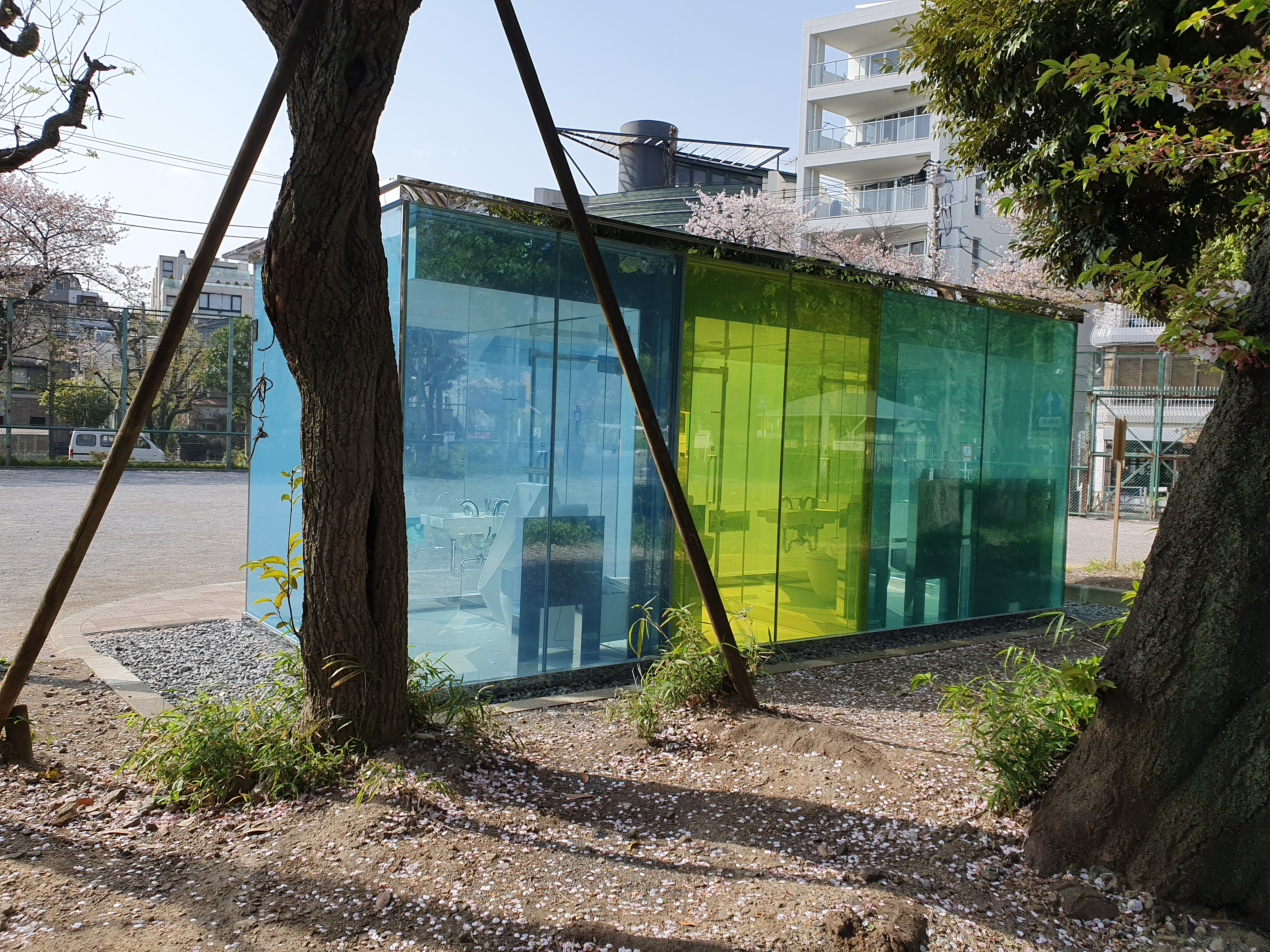
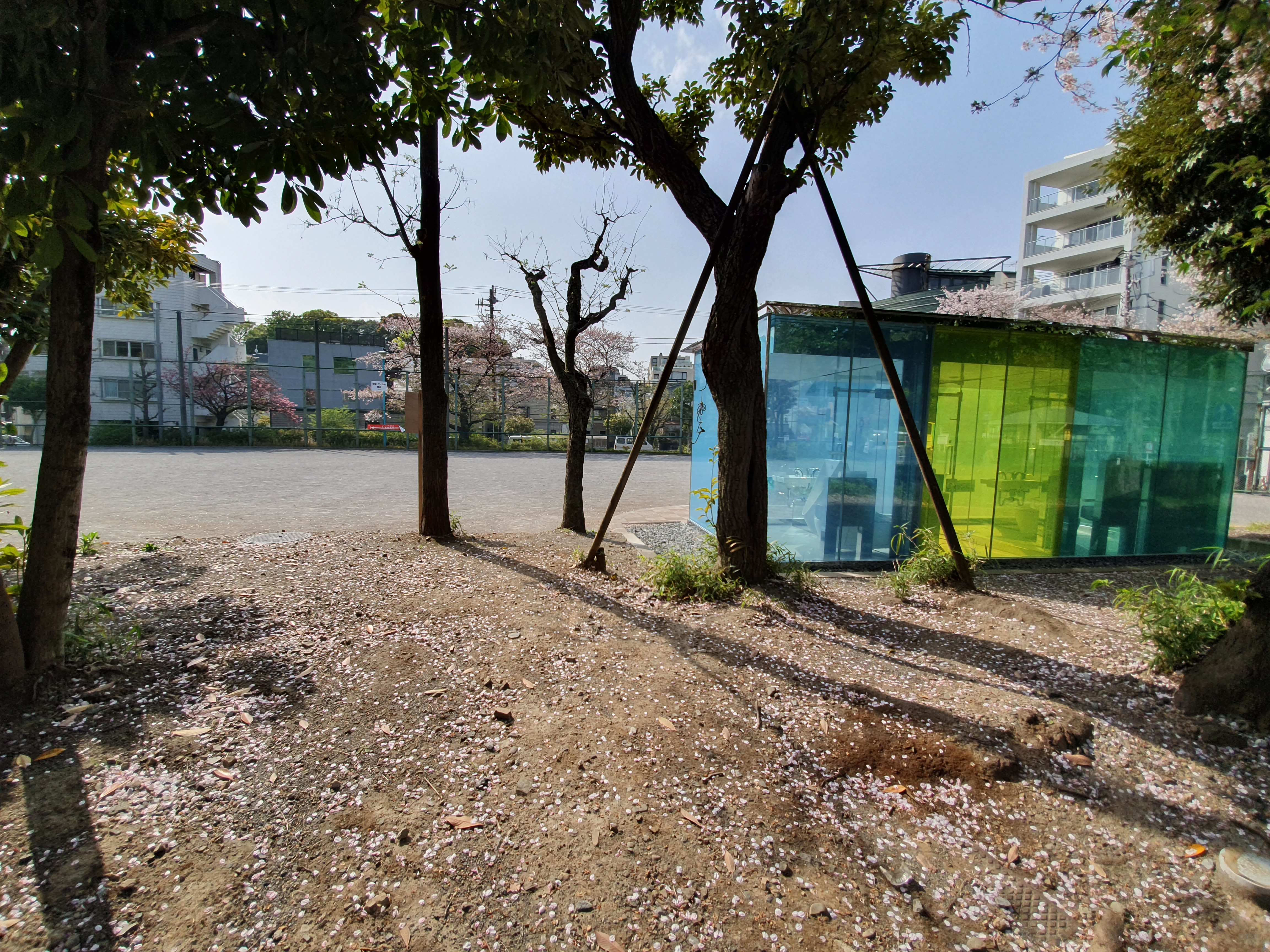
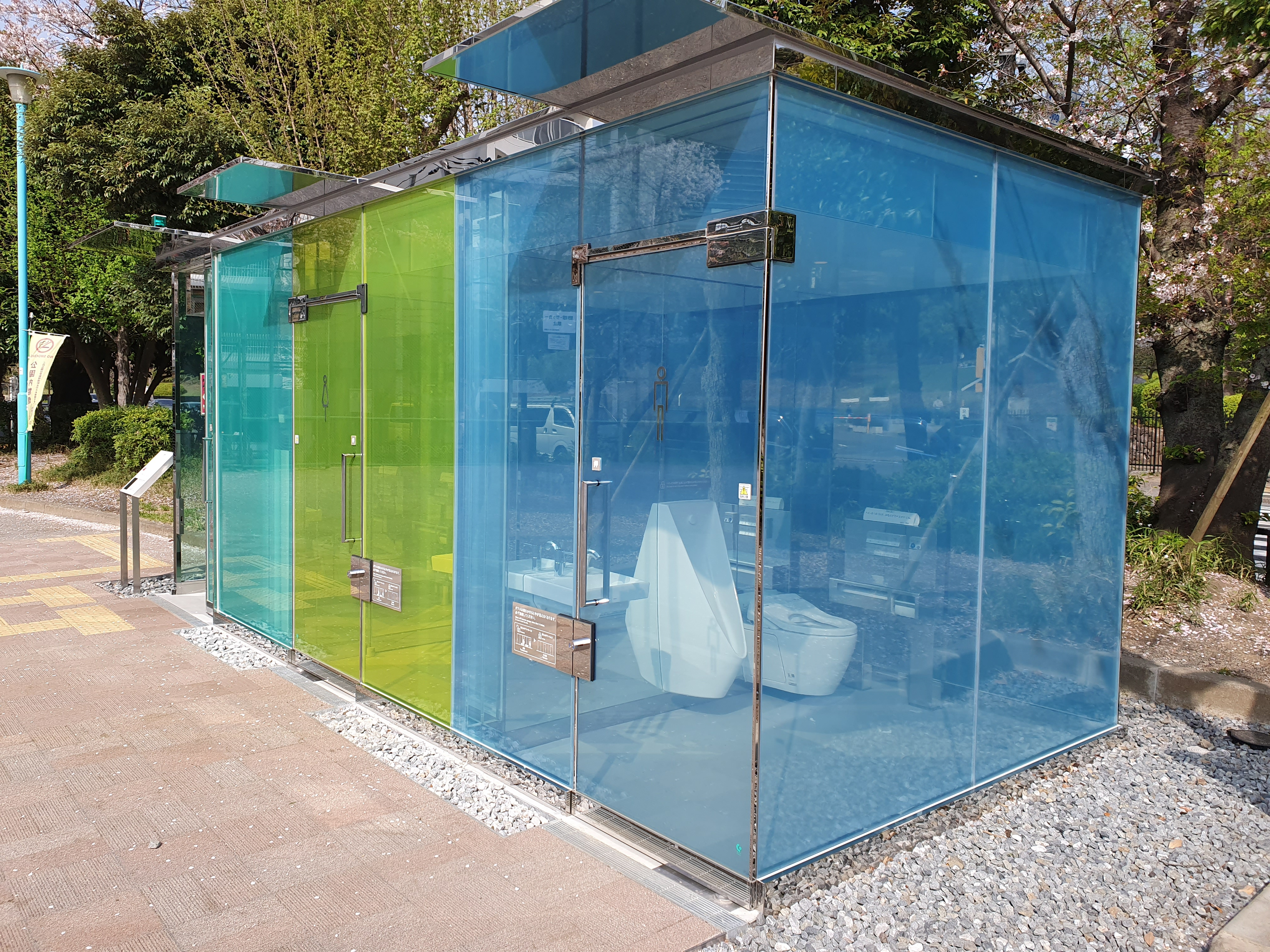